# Mehran Barkhordari
Mehran Barkhordari (persan : مهران برخورداری), est un taekwondoïste iranien né le 26 juillet 2000 à Qazvin. Il est médaillé d'argent aux Jeux olympiques d'été de 2024.

## Carrière
Mehran Barkhordari remporte la médaille de bronze aux Championnats du monde 2022.
À l'été 2023, il remporte la médaille de bronze aux Universiades de 2021 (initialement reportée en raison de la pandémie de Covid-19).
En septembre 2023, il remporte son premier Grand Slam lors de l'étape de Paris. À la fin de ce même mois, il décroche la médaille de bronze des Jeux asiatiques de 2022 (décalés en raison de la pandémie de Covid-19).
En mai 2024, il remporte la médaille d'argent des Championnats d'Asie. 
Aux Jeux olympiques de 2024, il concourt dans la catégorie des moins de 80 kg, et gagne ses combats face à Jasurbek Jaysunov puis Simone Alessio en quarts de finale, et Seo Geon-woo en demi-finales. Il est battu par Firas Katoussi en finale, remportant en conséquence la médaille d'argent,.